# James Wetherbee
James Donald Wetherbee (New York, 27 november 1952) is een Amerikaans voormalig ruimtevaarder. Wetherbees eerste ruimtevlucht was STS-32 met de spaceshuttle Columbia en vond plaats op 9 januari 1990. Tijdens de missie werd een Syncom-satelliet (Leasat 5) in een baan rond de aarde gebracht.
Wetherbee maakte deel uit van NASA Astronaut Group 10. Deze groep bestond uit 17 astronauten die in 1984 aan hun training begonnen en in 1985 astronaut werden. In totaal heeft Wetherbee zes ruimtevluchten op zijn naam staan, waaronder missies naar het Internationaal ruimtestation ISS en naar het Russische ruimtestation Mir. Hij is de enige astronaut die vijf keer bevelhebber was tijdens een Spaceshuttle-missie. In 2005 verliet hij NASA en ging hij met pensioen.